# Copa del Rey de balonmano 2001
La Copa del Rey de balonmano 2001 fue la edición XXVI del campeonato estatal de la Copa del Rey y se celebró en Ciudad Real entre el 24 y el 27 de mayo de 2001.
Los equipo clasificados fueron: BM Ciudad Real, BM Valladolid, Portland San Antonio, BM Granollers, BM Gáldar, Bidasoa Irún, Ademar León y el FC Barcelona.
El ganador de esta edición fue el Portland San Antonio, imponiéndose al BM Ciudad Real.

## Desarrollo
|  | Cuartos de final     | Cuartos de final |                      |                      | Semifinales | Semifinales |  |                | Final      | Final      |  |
|  | 24 de mayo           | 24 de mayo       |                      |                      | 26 de mayo  | 26 de mayo  |  |                | 27 de mayo | 27 de mayo |  |
|  |                      |                  |                      |                      |             |             |  |                |            |            |  |
|  |                      |                  |                      |                      |             |             |  |                |            |            |  |
|  | Ademar León          | 26               |                      |                      |             |             |  |                |            |            |  |
|  | Ademar León          | 26               |                      |                      |             |             |  |                |            |            |  |
|  | BM Valladolid        | 27               |                      |                      |             |             |  |                |            |            |  |
|  | BM Valladolid        | 27               |                      | BM Valladolid        | 23          |             |  |                |            |            |  |
|  |                      |                  |                      | BM Valladolid        | 23          |             |  |                |            |            |  |
|  |                      |                  | BM Ciudad Real       | 26                   |             |             |  |                |            |            |  |
|  | BM Ciudad Real       | 27               | BM Ciudad Real       | 26                   |             |             |  |                |            |            |  |
|  | BM Ciudad Real       | 27               |                      |                      |             |             |  |                |            |            |  |
|  | BM Gáldar            | 26               |                      |                      |             |             |  |                |            |            |  |
|  | BM Gáldar            | 26               |                      |                      |             |             |  | BM Ciudad Real | 20         |            |  |
|  |                      |                  |                      |                      |             |             |  | BM Ciudad Real | 20         |            |  |
|  |                      |                  | Portland San Antonio | 22                   |             |             |  |                |            |            |  |
|  | BM Granollers        | 19               | Portland San Antonio | 22                   |             |             |  |                |            |            |  |
|  | BM Granollers        | 19               |                      |                      |             |             |  |                |            |            |  |
|  | Portland San Antonio | 24               |                      |                      |             |             |  |                |            |            |  |
|  | Portland San Antonio | 24               |                      | Portland San Antonio | 24          |             |  |                |            |            |  |
|  |                      |                  |                      | Portland San Antonio | 24          |             |  |                |            |            |  |
|  |                      |                  | FC Barcelona         | 23                   |             |             |  |                |            |            |  |
|  | FC Barcelona         | 27               | FC Barcelona         | 23                   |             |             |  |                |            |            |  |
|  | FC Barcelona         | 27               |                      |                      |             |             |  |                |            |            |  |
|  | Bidasoa Irún         | 24               |                      |                      |             |             |  |                |            |            |  |
|  | Bidasoa Irún         | 24               |                      |                      |             |             |  |                |            |            |  |
|  |                      |                  |                      |                      |             |             |  |                |            |            |  |

| Navarra                                 |
| Campeón Portland San Antonio 2.º título |